# RNF8
RNF8（ring finger protein 8）は、ヒトではRNF8遺伝子にコードされる酵素である。RNF8は免疫系の機能とDNA修復の双方に活性を有する。

## 機能
RNF8タンパク質はRINGフィンガーモチーフとFHAドメインを持つ。このタンパク質は、UBE2E1/UBCH6、UBE2E2、UBE2E3などいくつかのクラスIIユビキチン結合酵素（E2）と相互作用することが示されており、特定の核内タンパク質をユビキチン化するユビキチンリガーゼ（E3）として作用する可能性がある。RNF8遺伝子には、異なるアイソフォームをコードする選択的スプライシングによる転写産物が報告されている。
RNF8は、相同組換え修復（HRR）、非相同末端結合（NHEJ）、ヌクレオチド除去修復（NER）の3つのDNA修復経路によるDNA損傷の修復を促進する。DNA損傷はがんの主要因であると考えられており、DNA修復の欠如はがんにつながる変異を引き起こす場合がある。マウスでは、RNF8の欠乏はがんの素因となる。

## クロマチンリモデリング
DNAに二本鎖切断が生じた後、HRRまたはNHEJによるDNA修復を行うためにはクロマチン構造の緩和が必要である。クロマチン構造の緩和には2つの経路があり、1つはPARP1によって、もう1つはγH2AX（H2AXのリン酸化型）によって開始される（クロマチンリモデリングを参照）。γH2AXによって開始されるクロマチンリモデリングはRNF8に依存している。
ヒストンバリアントH2AXはヒトのクロマチン中のH2Aヒストンの約10%を占める。DNA二本鎖切断部位では、γH2AXを持つクロマチンが約200万塩基対にわたって広がる。
γH2AXはそれ自身がクロマチンの脱凝縮を引き起こすわけではないが、放射線照射によるDNA損傷後1秒以内にはMDC1タンパク質がγH2AXに特異的に結合する。この結合は、MDC1に結合しているRNF8やDNA修復タンパク質NBS1の蓄積も同時に引き起こす。RNF8は、ヌクレオソームのリモデリングと脱アセチル化を担う複合体NuRDの構成要素であるCHD4タンパク質との相互作用によって、広範囲のクロマチンの脱凝縮を媒介する。

## 相同組換え修復
DNA末端の削り込み（DNA end resection）はHRRの重要な過程であり、HRRに関与するタンパク質をリクルートするためのプラットフォームとなる3'オーバーハングが形成される。MRE11、RAD50、NBS1からなるMRN複合体は、この過程の初期段階を実行する。RNF8はNBS1をユビキチン化し（この反応はDNA損傷前にも損傷後にも行われる）、このユビキチン化は効率的なHRRに必要である。一方RNF8によるNBS1のユビキチン化は、エラーが起こりやすい他のDNA修復過程であるマイクロホモロジー媒介末端結合過程には必要ではない。
RNF8はHRRにおいて他の役割も持つようである。RNF8はユビキチンリガーゼとしてγH2AXをモノユビキチン化し、DNA修復分子をDNA損傷部位に固定する。特に、RNF8の活性はHRRのためのBRCA1のリクルートに必要である。

## 非相同末端結合
Kuタンパク質はKu70とKu80からなるヘテロ二量体型タンパク質複合体であり、リング構造を形成する。NHEJによる二本鎖切断修復の初期段階では、破壊されたDNAの各末端へKuタンパク質のリング構造が滑って移動し、各末端に結合した2つのKuタンパク質は互いに結合してブリッジを形成する。これによってDNAの末端は保護され、さらにDNA修復酵素が作用するためのプラットフォームが形成される。末端が再結合された後も2つのKuタンパク質は完全な形となったDNAを取り囲んでおり、末端から滑り落ちることはない。このままKuタンパク質が除去されなければ、細胞の生存は損なわれる。Kuタンパク質の除去は、RNF8によってKu80がユビキチン化されてKuタンパク質のリング構造から解離するか、もしくはNEDD8によるKuタンパク質のユビキチン化によってDNAから解離するかのいずれかの方法で行われる。

## ヌクレオチド除去修復
UV照射によるピリミジン二量体の形成は、修復されない場合には細胞死をもたらす。こうした損傷の大部分は、NERによって修復される。UV照射後、RNF8はDNA損傷部位にリクルートされ、クロマチン中のヒストンH2Aをユビキチン化する。こうした応答は、UV照射に対する防御機構の一部となっている。

## 精子形成の異常
精子形成過程では、有糸分裂と減数分裂によって精原幹細胞から精子が形成される。RNF8はDNA二本鎖切断の存在時のシグナル伝達に必要不可欠な役割を果たす。RNF8をコードする遺伝子をノックアウトしたオスのマウスでは精子形成の異常がみられ、その原因は相同組換え修復の欠陥であるようである。

## 相互作用
RNF8はレチノイドX受容体αと相互作用することが示されている。

## 関連文献
- “Oligo-capping: a simple method to replace the cap structure of eukaryotic mRNAs with oligoribonucleotides”. Gene 138 (1–2):  171–4. (Jan 1994). doi:10.1016/0378-1119(94)90802-8. PMID 8125298.
- “Normalization and subtraction: two approaches to facilitate gene discovery”. Genome Research 6 (9):  791–806. (Sep 1996). doi:10.1101/gr.6.9.791. PMID 8889548.
- “Construction and characterization of a full length-enriched and a 5'-end-enriched cDNA library”. Gene 200 (1–2):  149–56. (Oct 1997). doi:10.1016/S0378-1119(97)00411-3. PMID 9373149.
- “N-Terminally extended human ubiquitin-conjugating enzymes (E2s) mediate the ubiquitination of RING-finger proteins, ARA54 and RNF8”. European Journal of Biochemistry 268 (9):  2725–32. (May 2001). doi:10.1046/j.1432-1327.2001.02169.x. PMID 11322894.
- “The RING finger protein, RNF8, interacts with retinoid X receptor alpha and enhances its transcription-stimulating activity”. The Journal of Biological Chemistry 279 (18):  18926–34. (Apr 2004). doi:10.1074/jbc.M309148200. PMID 14981089.
- “A protein interaction framework for human mRNA degradation”. Genome Research 14 (7):  1315–23. (Jul 2004). doi:10.1101/gr.2122004. PMC 442147. PMID 15231747.
- “Towards a proteome-scale map of the human protein-protein interaction network”. Nature 437 (7062):  1173–8. (Oct 2005). Bibcode: 2005Natur.437.1173R. doi:10.1038/nature04209. PMID 16189514.
- “Orchestration of the DNA-damage response by the RNF8 ubiquitin ligase”. Science 318 (5856):  1637–40. (Dec 2007). Bibcode: 2007Sci...318.1637K. doi:10.1126/science.1150034. PMC 2430610. PMID 18006705.